# 깜빡이 (영어 교육)
깜빡이는 2002년 개발자인 임형택에 의해서 특허 출원된 영어 전용 학습기이다. 임형택이 개발한 깜빡이 학습법을 이용하여 ㈜게임파크홀딩스(현 ㈜지피에이치)에서 기기를 제작하였으며, 개발자 임형택이 설립한 ㈜보카마스터(현 ㈜원샷보카)에서 판매하고 있다.(현재는 보조사이트인 http://www.vocaster.com에서%5B깨진+링크(과거+내용+찾기)%5D a/s및 관련업무를 하고 있다)